# 湖南师范大学新闻与传播学院
湖南师范大学新闻与传播学院，是湖南师范大学下属的一个学院。设新闻、编辑出版、广播电视、广告四系，拥有新闻学、编辑出版学、广播电视新闻学、播音与主持艺术、广播电视编导、广告学、新媒体与信息网络七个本科专业，拥有新闻传播学、戏剧与影视学两个一级学科硕士点和新闻传播硕士、出版硕士两个专业学位点。拥有新闻传播学湖南省一级学科重点学科。

## 历史沿革
- 1992年，创办新闻学专业（隶属湖南师范大学中文系）。
- 1996年，创办新闻系（隶属湖南师范大学文学院）[2]。
- 2001年3月，成立湖南师范大学新闻与传播学院[3]。

## 教学机构
- 新闻系
- 广播电视系
- 广告系
- 编辑出版系

## 科研机构
- 湖南省编辑出版人才培训基地
- 湖南省新闻人才培训中心
- 文化与传播研究所
- 出版科学研究所
- 传媒伦理与法制研究所